# Staurastrum pingue
Staurastrum pingue là một loài Song tinh tảo trong họ Desmidiaceae, thuộc chi Staurastrum.